# Best New Horror (volym 1)
Best New Horror är den första volymen i antologiserien med samma namn. Den publicerades 1990 på det brittiska bokförlaget Robinson och i USA på Carroll & Graf. Stephen Jones och Ramsey Campbell var redaktörer.
Samlingen vann British Fantasy Award och World Fantasy Award 1991.

## Innehåll
- "Introduction: Horror in 1989" av Ramsey Campbell och Stephen Jones
- "Pin" av Robert R. McCammon
- "The House on Cemetery Street" av Cherry Wilder
- "The Horn" av Stephen Gallagher
- "Breaking Up" av Alex Quiroba
- "It Helps If You Sing" av Ramsey Campbell
- "Closed Circuit" av Laurence Staig
- "Carnal House" av Steve Rasnic Tem
- "Twitch Technicolor" av Kim Newman
- "Lizaveta" av Gregory Frost
- "Snow Cancellations" av Donald R. Burleson
- "Archway" av Nicholas Royle
- "The Strange Design of Master Rignolo" av Thomas Ligotti
- "...To Feel Another's Woe" av Chet Williamson
- "The Last Day of Miss Dorinda Molyneaux" av Robert Westall
- "No Sharks in the Med" av Brian Lumley
- "Mort au Monde" av D. F. Lewis
- "Blanca" av Thomas Tessier
- "The Eye of the Ayatollah" av Ian Watson
- "At First Just Ghostly" av Karl Edward Wagner
- "Bad News" av Richard Laymon
- "Necrology: 1989" av Stephen Jones och Kim Newman